# Moneyneany
Moneyneany (Móin na nIonadh in gaelico irlandese) è un villaggio dell'Irlanda del Nord, situato nella contea di Londonderry.